# チェンマイ・イニシアティブ
チェンマイ・イニシアティブ（英語: Chiang Mai Initiative Multilateralisation, CMIM）(英語: Chiang Mai Initiative, CMI）とは、東アジア地域における通貨スワップとレポ取引の取極、及び地域金融セーフティーネットのことである。

## 概要
アジア通貨危機を教訓として、為替相場の急激な変動を抑制し、為替・金融市場の安定を確保することを目的として設立された外貨を融通する為のシステム。2016現在、ASEAN+3の全13カ国が参加している。危機対応のための枠組みを提供する目的での国際約束であるが、2023年12月時点までの利用実績は無い。

## チェンマイ・イニシアティブ (英語:Chiang Mai Initiative, CMI）
アジア通貨危機を教訓として、1999年11月の第3回ASEAN+3（日中韓）首脳会議の「東アジアにおける自助・支援メカニズム強化」の必要性合意を受け、2000年5月の第2回ASEAN+3蔵相会議（タイ・チェンマイ）において、二国間通貨スワップ取極のネットワークの構築等を合意した。マルチ化以前はASEAN+3各国の判断の下で二国間契約を多数締結することでチェンマイ・イニシアティブを構成し、2003年末時点で8カ国（日本・中国・韓国・インドネシア・マレーシア・フィリピン・シンガポール・タイ）が参加した。通貨スワップはIMF融資とリンクして発動し（IMF融資がなくても締結スワップ総額の20％までは発動可能）、発動された場合は二国間で外貨準備を融通する。設立当初は当サーベランス(監視)機能が未成熟であり、域内の経済情勢に関する政策対話（英語:  Economic Review and Policy Dialogue, ERPD）おいてサーベイランス(監視)強化に結びつける方法が模索された。
2009年4月6日、8カ国の間で16件、名目合計900億ドル、実質合計640億ドルに達した。

## チェンマイ・イニシアティブ・マルチ(英語:Chiang Mai Initiative Multi, CMIM）
2009年5月4日にマドリードで複数国間の契約によって一本化するマルチ化について、少なくとも800億ドル規模とする共同声明が採択された。12月28日に貢献額の規模1200億ドル、貢献額の割合は日本、中国（香港を含む）が32%、韓国が16%と発表され、2010年3月24日に発効した。
マルチ化契約では、それまで発動された場合は二国間で外貨準備を融通を複数締結する形態から、多国間契約へ一本化し通貨スワップ発動のための当局間における意思決定プロセスを共通化した。また、チェンマイ・イニシアティブのマルチ化にはASEAN新規加盟国のブルネイ、カンボジア、ラオス、ミャンマー、ベトナムを含めたASEAN+3の全13カ国が参加して規模が大きくなった。
また、IMFプログラムとのリンク無しに発動可能な割合は30％に引き上げられ、より機動的な役割が期待されている。
サーベランス(監視)強化もAMRO設立によって強化された。
2010年3月24日、マルチ化契約が発効した。
2014年7月17日に資金枠を1,200億ドルから2,400億ドルへの倍増し、国際通貨基金との別枠が20%から30%へ引上げられた改訂が発効した。
2021年3月31日に国際通貨基金との別枠が30%から40%へ引上げられた改訂が発効した。

## ASEAN＋3マクロ経済調査事務局(AMRO)
マルチ化合意に従って2011年シンガポールに、域内経済の監視機関AMRO（ASEAN+3 Macroeconomic and Research Office、アムロ）が置かれ、4月初代ディレクター（任期3年）に、中国前国家外貨管理局副局長の魏本華（ウェイ・ベンホワ 拼音: Wèi Bĕnhuá）が、1年限定任期で就任、その後の2年を日本財務省の根本洋一参事官が引き継ぐことで合意した。根本の後任には中華人民共和国財政部の常軍紅が選ばれた。2019年5月からは、AMROのトップに3年の任期で、日本の土井俊範（前財務省国際局次長）が就任している。AMRO設置により、サーベランス(監視)機能が強化された。AMROはその役割から「アジア版IMF」と呼ばれている。

### 設立までの経緯
世界金融危機後の2009年、ASEAN＋3特別財務大臣会合において、マクロ経済調査事務所の設立が必要との認識で一致。2011年4月、シンガポールにおいて一般国内法人として『ASEAN＋3マクロ経済調査事務所』設立された。しかし、一部メンバー国や関係国際機関から、国際的に法的拘束力を有する文書に基づかない一般国内法人への情報提供への躊躇などがあり、これを事由として協定の作成交渉が財務大臣・中央銀行総裁会議で開始され、2012年5月に基本合意。
2014年10月に『ASEAN＋３マクロ経済調査事務局』設立協定書への正式署名が行われ、東南アジア諸国連合（ASEAN）構成国並びに日本と中華人民共和国及び大韓民国に加えて香港が設立協定書に公式署名した。
2015年12月11日、同協定発効に必要な国による批准書等の寄託が全て完了した。2020年11月20日現在の締約国は、ブルネイ・ダルサラーム国、カンボジア王国、中華人民共和国、香港、インドネシア共和国、日本国、大韓民国、ラオス人民民主共和国、日本国、マレーシア、ミャンマー連邦共和国、フィリピン共和国、シンガポール共和国、タイ王国、ベトナム社会主義共和国となっており、すべてのASEAN加盟国の加盟が完了している。

## 二国間通貨スワップ協定との違い
チェンマイ・イニシアティブ・マルチは地域金融セーフティーネットであり、スワップ協定としては多国間通貨スワップ協定の一つと言える。二国間通貨スワップよりもシステムが大きいため、より大きな通貨危機に対応出来ると期待されている。
しかしチェンマイ・イニシアティブは一定枠以上の利用をおこなう場合、IMF融資を要件としており、これはIMFによるコンディショニング（財政規律等などに関する制約）を受ける必要があるため、チェンマイ・イニシアティブと二国間通貨スワップ協定を同時に結んでいる国（たとえば2008年の通貨危機の際の韓国）は二国間通貨スワップを選択する傾向がある。この点はチェンマイ・イニシアティブの利用しづらさとして改善提案がなされている。
「チェンマイ・イニシアティブ下での二国間通貨スワップ終了」が、「チェンマイ・イニシアティブの終了」ではないことに注意。